# Heuschrecke 10
Heuschrecke 10 (с нем. — «Heuschrecke» — саранча) — прототип немецкой самоходной гаубицы времен Второй мировой войны. Орудие разрабатывалось фирмой «Крупп-Грузон» в 1943-44 гг. Официальное название орудия — 10.5 cm leFh 18/1(Sf) auf Geschützwagen IVb (105 мм легкая полевая гаубица 18/1 L/28 на шасси Geschützwagen IVb). Отличительной чертой Heuschrecke 10 была съёмная башня, которая могла буксироваться другим транспортным средством, а также быть установлена в виде дота.
Фирма «Крупп» изготовила только три прототипа. Для Heuschrecke изначально использовал укороченное шасси от Panzerkampfwagen IV, но затем было решено использовать шасси Geschützwagen IVb, разработанное для САУ Hummel. Массовое производство Heuschrecke было запланировано на начало февраля 1945 года, но так и не было начато.

## История создания

### Предок

Sd.Kfz. 165/1

В конце сентября 1939 фирма Круппа разработала «первую настоящую самоходную артиллерийскую установку» под названием Sd.Kfz. 165/1 (Sonderkraftfahrzeug 165/1 — Боевая машина специального назначения 165/1). Sd.Kfz. 165/1 был внешне похож на Heuschrecke, но не имел механизма для снятия башни. На прототипе был установлен 6-цилиндровый двигатель Maybach HL66P, мощностью 160 л. с. Серийная модель должна была оснащаться 12-цилиндровым двигателем Maybach HL90, мощностью 360 л. с. Была заказана постройка 200 установок, но было построено всего 8 прототипов, которые, впоследствии, прошли боевые испытания на Восточном фронте.

### Прототипы
Разработка Heuschrecke началась в 1942 г., когда Крупп проектировал новый тип самоходной артиллерии. В 1943 г. было построено три прототипа (серийные номера от 582501 до 582503), которые получили обозначение Heuschrecke 10 или Heuschrecke IVb. Проект САУ фирмы Круппа оказался похожим на орудие, построенное концерном «Рейнметалл-Борзиг» — 10.5 cm leFH 18/40/2 auf Geschützwagen III/IV, которое было готово в марте 1944 г. Сравнение двух моделей выявило незначительное превосходство орудия «Рейнметалла». Однако к модели «Рейнметалла» было решено приспособить шасси от PzKpfw IV. Производство должно было начаться в октябре 1944 г., но в декабре 1944 г. было предложено использовать шасси Geschützwagen IV. Срок начала массового производства в Магдебурге был установлен на февраль 1945 г., но ни одна машина так и не была построена.

### Дальнейшая судьба
Нацистское командование считало, что производство Heuschrecke помешает выпуску необходимых на фронте танков. К тому же, количество материалов, необходимых для постройки данной САУ было столь велико, что Круппу и другим фирмам было дано указание прекратить выпуск Heuschrecke. Большая часть САУ так и осталось на стадии сборки. По мнению главного инспектора бронетанковых войск Гудериана САУ Heuschrecke оказалась достаточно интересной, однако в то же время он признавал, что развитие этого орудия не оправдывает возможных помех в производстве танков. Разработка Heuschrecke была прервана в феврале 1943 г.

## Описание

### Башня
Отличительной особенностью САУ Heuschrecke была съемная башня. С помощью специального крана башню можно было снять, чтобы использовать её в качестве стационарного орудия. Хотя имелась возможность стрелять с установленной башней, но компоновка САУ предполагала именно перевозку орудия и снятие его перед стрельбой. Оставшуюся таким образом без башни установку можно было использовать для перевозки боеприпасов или эвакуации. Прототип был вооружен 105 мм легкой гаубицей 18/1 L/28, серийные САУ предполагалось оснащать 105 мм гаубицей leFH 43 L/28.

### Двигатель и шасси
САУ Heuschrecke имела сварной стальной корпус. Броневые листы имели толщину 10—30 мм и были расположены под углом для лучшего сопротивления огню. Отсек для боеприпасов был достаточно большим, поэтому машину предполагалось использовать также для перевозки снарядов, особенно тяжелого типа. На прототипе был установлен 12-цилиндровый двигатель Maybach HL90, а для серийных моделей предполагалось использовать Maybach HL100.

## Сравнительные характеристики[1]
| Характеристики                                     | Sd.Kfz.165/1 | Модель Krupp-Gruson | Модель Rheinmetall-Borsig |
| -------------------------------------------------- | --- | --- | --- |
| Масса, т                                           | 18 | 23 | 25 |
| Экипаж, чел.                                       | 4 | 5 | 5 |
| Двигатель                                          | Maybach HL 66, 6-цилиндровый, 188 л. с. | Maybach HL 100, 12-цилиндровый, 410 л. с. | Maybach HL 90, 12-цилиндровый, 360 л. с. |
| Скорость, км/ч                                     | 35 | 45 | 45 |
| Запас хода, км                                     | 240 (по дороге), 130 (по пересеченной местности) | 300 | 300 |
| Длина, м                                           | 5,9 | 6,0 | 6,8 |
| Ширина, м                                          | 2,87 | 3 | 3 |
| Высота, м                                          | 2,25 | 3 | 2,9 |
| Вооружение                                         | 105-мм гаубица leFH 18/1 L/28 | 105-мм гаубица leFH 18/1 L/28 | 105-мм гаубица leFH 18/40/2 L/28 |
| Боекомплект, шт.                                   | 60 | 60 | 80 |
| Бронирование, мм (при градусе наклона к вертикали) | - Корпус: - лоб — 30 (12), - борта — 14,5 (0), - корма — 14,5 (10), - крыша, днище — 14,5 (90). - Башня: - лоб — 20 (20), - борта — 14,5 (15), - корма — 14,5 (10), - крыша — открытая, - маска орудия — 20. - Надстройка: - лоб — 30 (10), - борта — 14,5 (0), - корма — 14,5 (20), - крыша — 10 (90). | - Корпус: - лоб — 30 (20), - борта — 16 (0), - корма — 16 (20), - крыша, днище — 10 (90). - Башня: - лоб — 30 (30), - борта — 16 (20—25), - корма — 14,5 (10), - крыша — открытая, - маска орудия — (30). - Надстройка: - лоб — 30 (20), - борта — 16 (0), - корма — 16 (20), - крыша — 10 (90). | - Корпус: - лоб — 20 (20), - борта — 20 (0), - корма — 20 (10), - крыша, днище — 10 (90). - Башня: - лоб — 10 (25), - борта — 10 (25), - корма — 10 (12), - крыша — открытая, - маска орудия — 10. - Надстройка: - лоб — 30 (20), - борта — 10 (0), - корма — 10 (10), - крыша — 10 (90). |

## В массовой культуре

### Стендовый моделизм
Heuschrecke 10 ограниченно представлен в стендовом моделизме. Сборные пластиковые модели-копии Heuschrecke 10 в масштабе 1:35 выпускаются фирмами «Драгон» (Китай), «Трумпетер» (Китай).